# Kotlina Beiuș
Kotlina Beiuș (542.32) – kotlina górska w Karpatach, na granicy Gór Zachodniorumuńskich i Wielkiej Niziny Węgierskiej. Leży w zachodniej Rumunii (w Siedmiogrodzie).
Kotlina Beiuș dzieli dwa pasma górskie grupy Gór Kereszu – Pădurea Craiului na północy i Codru na południu, odgałeziające się na zachód od głównego Masywu Biharu. Na wschodzie kotlina Beiuş sięga tego masywu, a na zachodzie szeroko otwiera się na Nizinę Węgierską. Główną rzeką Kotliny Beiuș jest Czarny Keresz, przyjmujący tu liczne dopływy: Skalny Keresz (Crișul Pietros), Holod, Topa.
Region rolniczy, gęsto zaludniony, główny ośrodek – miasto Beiuș.